# The Third Wave
《The Third Wave》는 대한민국의 그룹 015B의 3번째 정규 앨범이다. 정석원, 장호일, 김태우 등이 참여했다.

## 곡 목록
1. "아주 오래된 연인들" – 4:14
2. "우리 이렇게 스쳐 보내면" (duet 윤종신,박선주) – 4:58
3. "다음 세상을 기약하며" (feat.이장우) – 4:51
4. "수필과 자동차" (feat.015B,박영렬,성지훈,이장우,윤종신,김태우) – 3:54
5. "5월 12일" – 4:07
6. "Santa Fe:연주곡" (feat.이정식) – 4:29
7. "적 녹색인생" – 2:50
8. "널 기다리며" – 5:03
9. "현대여성" – 4:10
10. "먼지낀 세상엔" – 5:19

## 같이 보기
- 015B 디스코그래피